# Björn Cederberg
Björn Cederberg (23 juli 1937) is een Zweeds voormalig rallynavigator.

## Carrière
Björn Cederberg profileerde zich als navigator naast Lillebror Nasenius, met wie hij onder meer een derde plaats behaalde tijdens de Rally van Zweden en Rally van Groot-Brittannië in 1970. Later werd hij de navigator van Per Eklund, actief bij het fabrieksteam van Saab. Met Eklund won hij in het Wereldkampioenschap rally de Rally van Zweden in 1976 met een Saab 96. In 1979 kwam hij naast Stig Blomqvist te zitten en samen wonnen ze in het WK gelijk in Zweden, inmiddels met de Saab 99 Turbo (de eerste WK-rally overwinning voor een turboaangedreven auto). Cederberg bleef lange tijd actief met Blomqvist, waarmee hij in de jaren tachtig de overstap maakte naar Audi, met wie ze in 1983 het Brits rallykampioenschap wonnen, en dat resultaat vervolgens zouden overstijgen met het winnen van de wereldtitel in 1984. In totaal behaalde het duo in deze periode nog acht WK-rally overwinningen en tot aan 1985 bleef de samenwerking stand houden. Cederberg bouwde vervolgens zijn actieve carrière als rallynavigator langzaam af. 